# Лежён, Клод
Клод Лежён, Ле Жён, Ле-Жён (фр. Claude Le Jeune или Lejeune; 1528 или 1530, Валансьен — сентябрь 1600, Париж) — французский композитор.

## Очерк жизни и творчества
Лежён родился и вырос в протестантской семье. Возможно, жил в Париже с 1564 года. В 1582—1584 годах работал при дворе герцога Франсуа Анжуйского (брата Генриха III), в 1596 году занял пост регулярного композитора (compositeur ordinaire de la musique) при дворе короля Генриха IV.
Написал около 350 многоголосных обработок (преимущественно в силлабике и гомофонной фактуре) метризованных псалмов на французском языке, предназначенных для нового гугенотского богослужения, в том числе сборник «Додекахорд» («Dodecacorde», 1598).
Член Академии поэзии и музыки Ж. А. де Баифа, под влиянием антикизирующих идей которого предпринял смелый эксперимент в области музыкальной ритмики. Среди экспериментальных сочинений Лежёна наиболее показательны 33 «метризованные арии» (фр. airs mesurés) и 6 шансон (светские многоголосные песни), вошедшие в сборник «Весна» (опубликован посмертно, в 1603 году). Необычностью отличались и эксперименты Лежёна в области гармонии. В ряде своих сочинений он попытался возродить античную хрому, которую интерпретировал как гармонизацию нисходящего тетрахорда из малой терции и двух полутонов (например, g-e-es-d).
Среди шансон Лежёна выделяется многочастная и изобразительная «La Guerre» («Битва»).

## Рецепция
Музыка Лежёна получила значительный резонанс во Франции. В XVII веке его псевдо-античными новациями восхищался Марен Мерсенн. В XVII-XVIII веках псалмовые гармонизации (в хоральной фактуре) Лежёна служили дидактическими примерами в учебниках элементарной теории музыки. В XX веке дань Лежёну отдал в своём сочинении «Пять перепевов» (Cinq rechants, 1948) Оливье Мессиан, который считал сборник «Весна» «шедевром хорового письма и шедевром ритма» (фр. chef-d'œuvre d'écriture chorale et chef-d'œuvre de rythme). 